# Saint-Amand-sur-Fion
Saint-Amand-sur-Fion és un municipi francès, situat al departament del Marne i a la regió del Gran Est. L'any 2007 tenia 1.021 habitants.

## Demografia

### Població
El 2007 la població de fet de Saint-Amand-sur-Fion era de 1.021 persones. Hi havia 398 famílies, de les quals 98 eren unipersonals (37 homes vivint sols i 61 dones vivint soles), 126 parelles sense fills, 162 parelles amb fills i 12 famílies monoparentals amb fills.
La població ha evolucionat segons el següent gràfic:
Habitants censats

### Habitatges
El 2007 hi havia 433 habitatges, 400 eren l'habitatge principal de la família, 9 eren segones residències i 24 estaven desocupats. 365 eren cases i 63 eren apartaments. Dels 400 habitatges principals, 288 estaven ocupats pels seus propietaris, 105 estaven llogats i ocupats pels llogaters i 6 estaven cedits a títol gratuït; 23 tenien una cambra, 15 en tenien dues, 31 en tenien tres, 87 en tenien quatre i 242 en tenien cinc o més. 311 habitatges disposaven pel capbaix d'una plaça de pàrquing. A 165 habitatges hi havia un automòbil i a 196 n'hi havia dos o més.

### Piràmide de població
La piràmide de població per edats i sexe el 2009 era:
| Homes | Edats   | Dones |
| ----- | ------- | ----- |
| 4     | 95 o +  | 0     |
| 0     | 90 a 94 | 16    |
| 0     | 85 a 89 | 12    |
| 8     | 80 a 84 | 16    |
| 28    | 75 a 79 | 28    |
| 8     | 70 a 74 | 16    |
| 16    | 65 a 69 | 16    |
| 12    | 60 a 64 | 4     |
| 12    | 55 a 59 | 28    |
| 24    | 50 a 54 | 24    |
| 36    | 45 a 49 | 20    |
| 24    | 40 a 44 | 28    |
| 32    | 35 a 39 | 48    |
| 24    | 30 a 34 | 28    |
| 36    | 25 a 29 | 36    |
| 20    | 20 a 24 | 20    |
| 40    | 15 a 19 | 16    |
| 36    | 10 a 14 | 24    |
| 36    | 5 a 9   | 24    |
| 28    | 0 a 4   | 20    |

## Economia
El 2007 la població en edat de treballar era de 642 persones, 470 eren actives i 172 eren inactives. De les 470 persones actives 441 estaven ocupades (245 homes i 196 dones) i 28 estaven aturades (13 homes i 15 dones). De les 172 persones inactives 43 estaven jubilades, 62 estaven estudiant i 67 estaven classificades com a «altres inactius».

### Ingressos
El 2009 a Saint-Amand-sur-Fion hi havia 410 unitats fiscals que integraven 1.065,5 persones, la mediana anual d'ingressos fiscals per persona era de 17.839 €.

### Activitats econòmiques
Dels 29 establiments que hi havia el 2007, 7 eren d'empreses extractives, 1 d'una empresa alimentària, 1 d'una empresa de fabricació d'altres productes industrials, 1 d'una empresa de construcció, 5 d'empreses de comerç i reparació d'automòbils, 4 d'empreses de transport, 1 d'una empresa d'informació i comunicació, 2 d'empreses financeres, 3 d'empreses de serveis, 3 d'entitats de l'administració pública i 1 d'una empresa classificada com a «altres activitats de serveis».
Dels 2 establiments de servei als particulars que hi havia el 2009, 1 era una lampisteria i 1 perruqueria.
Dels 2 establiments comercials que hi havia el 2009, 1 era una gran superfície de material de bricolatge i 1 una botiga de menys de 120 m².
L'any 2000 a Saint-Amand-sur-Fion hi havia 38 explotacions agrícoles que ocupaven un total de 2.782 hectàrees.

## Equipaments sanitaris i escolars
El 2009 hi havia una escola elemental.

## Poblacions més properes
El següent diagrama mostra les poblacions més properes.